# Crisi de les Carolines
La la crisi de les Carolines, o qüestió de les Carolines, va ser un conflicte entre l'Imperi Alemany i el Regne d'Espanya sobre la sobirania de les Illes Carolines i Palau al Pacífic occidental. Va tenir lloc el 1885, als inicis de l'imperi colonial alemany i la decadència de l'Imperi Espanyol.

## Antecedents
Espanya considerava les Illes Carolines com a part de les Índies Orientals Espanyoles des de l'Era de l'exploració, quan el Tractat de Saragossa (1529) les va deixar com a part de l'esfera d'influència de la monarquia hispànica. Les Carolines van ser descobertes el 22 d'agost de 1526 pels exploradors Toribio Alonso de Salazar i Diego de Saavedra, quan van veure l'illa de Sant Bartomeu (Bokak). L'1 de gener de 1528 el descobridor Álvaro de Saavedra va prendre possessió en nom del rei d'Espanya de les illes d'Uluti. L'arxipèlag va ser visitat el 1542 (illes Matelotes), 1543, 1545 i per Legazpi el 1565.
No obstant això, no exercia un control efectiu sobre les Illes, i el 1875 va acordar amb Alemanya no estendre la jurisdicció duanera de les Filipines sobre les Illes, assegurant així el comerç lliure per a les empreses alemanyes al Pacífic.

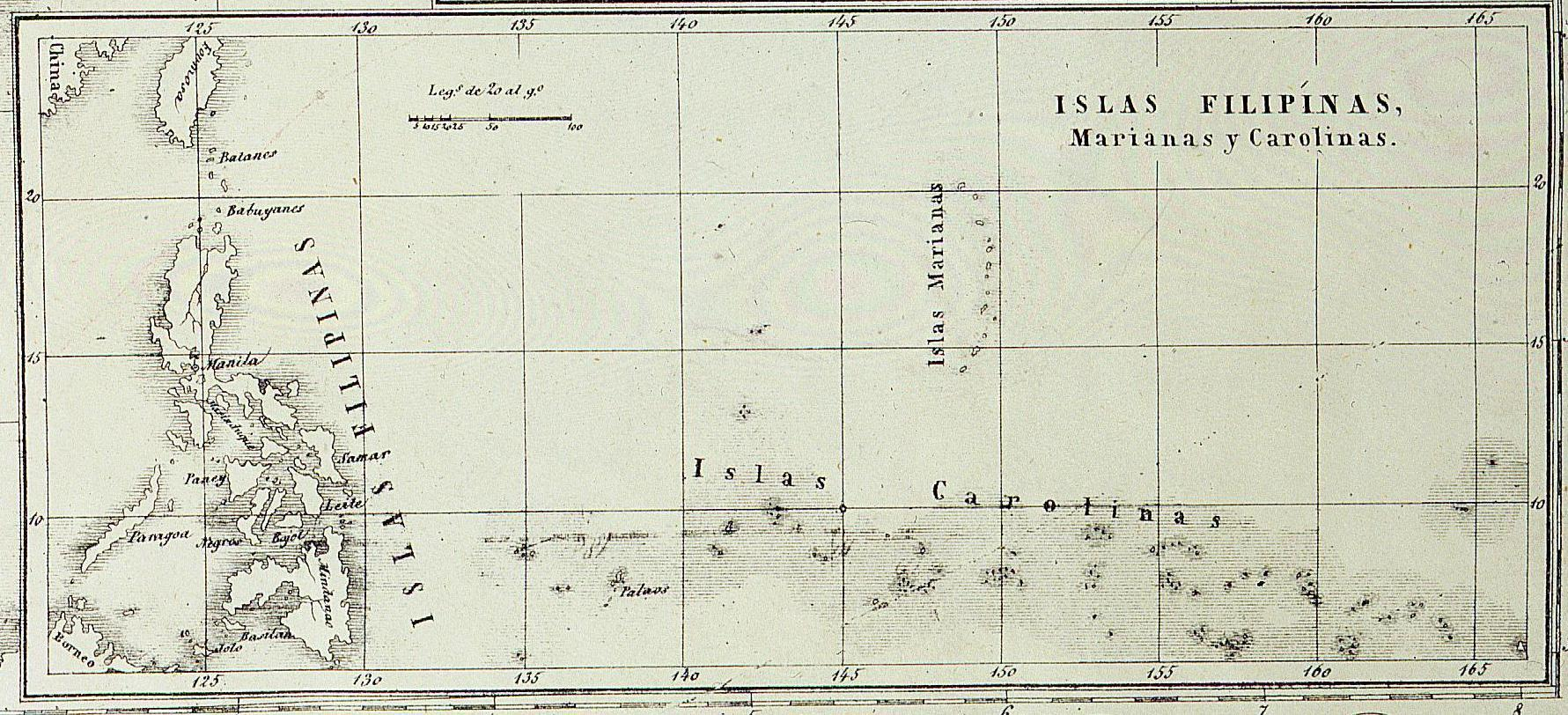
Mapa de les Índies Orientals espanyoles de 1858.

L'acord anglo-alemany de l'abril de 1884 reconeixia Kaiser-Wilhelmsland i les illes al nord com a part de l'esfera d'influència alemanya, i al novembre de 1884 la bandera alemanya es va hissar a l'illa de Mioko al futur Arxipèlag de Bismarck. Aquests avenços van posar en contacte els interessos alemanys de manera més estreta i assertiva amb els d'Espanya. L'acord anglo-alemany només definia les zones d'influència de les dues potències signatàries i no aclarí altres límits sobre el poder alemany.
El 23 de gener de 1885, l'empresa d'Hamburg Hernsheim & Co va demanar al govern alemany que prengués les Illes Carolines sota protecció per assegurar el seu monopoli comercial. El conseller colonial a l'Oficina d'Afers Exteriors, Friedrich Richard Krauel, va recolzar aquesta proposta i la va traslladar al sotssecretari, Herbert von Bismarck. El seu pare, el canceller Otto von Bismarck, creia que Espanya estava a punt d'annexar formalment les Illes Carolines en resposta a l'expansió alemanya. El juny de 1885 es va estendre el rumor que Espanya posaria les Illes sota una ocupació efectiva i que ja havia nomenat un governador. El 21 de juliol de 1885, el kàiser Guillem I va aprovar l'ocupació alemanya de les Carolines.

## Hissada de la bandera
Bismarck va confirmar a l'almirallat alemany que s'havia d'hissar la bandera a les Carolines. El 31 de juliol de 1885, el tinent comandant Paul Hofmeier, al comandament de la canonera Iltis ancorat a Shanghai, va rebre l'ordre de dur a terme la hissada de la bandera a Yap i Palau i de garantir tractats de protecció amb els caps locals que legitimaven l'ocupació alemanya.

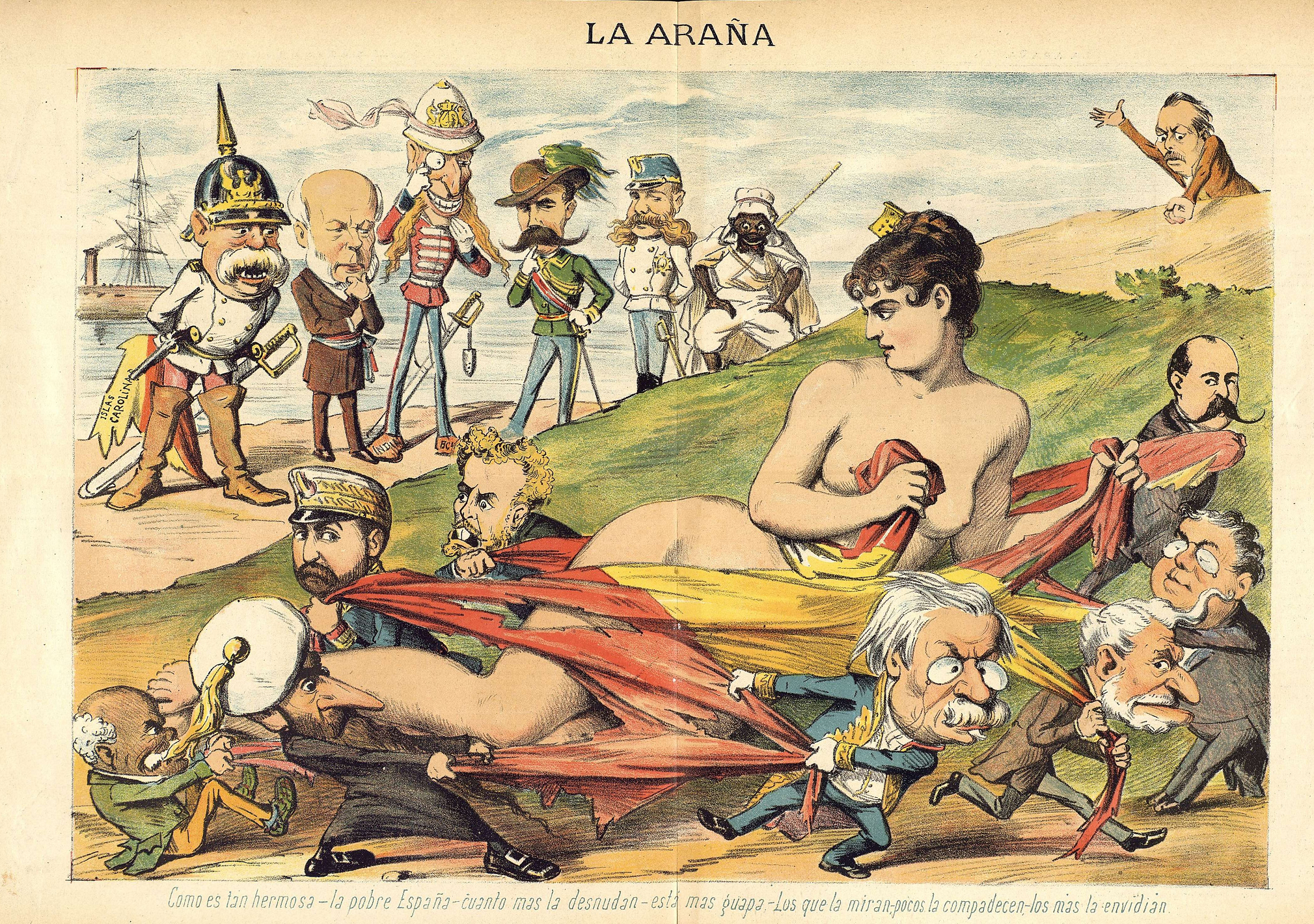
Caricatura apareguda a la revista La Araña el 22 d'agost de 1885, en plena crisi de les Carolines.

El 4 d'agost de 1885, les autoritats alemanyes van informar al govern espanyol que estaven ampliant l'àrea de protecció alemanya a les Carolines. El ministre d'Afers Exteriors d'Espanya, José de Elduayen y Gorriti, va rebutjar immediatament el dret d'Alemanya a fer aquest pas. El govern espanyol va enviar una nota a Berlín, afirmant que les Carolines havien pertangut a Espanya des de 1543. Uns dies després, però, Espanya va garantir la llibertat de comerç per als alemanys a les Carolines. A Espanya, va començar llavors una campanya de premsa hostil que va provocar protestes anti-alemanyes. Hi va haver manifestacions a Madrid, on una concentració va atreure més de 30.000 persones, i a uns 80 altres llocs de l'estat.
La qüestió de les Carolines va permetre a l'oposició republicana espanyola posar en un compromís al rei Alfons XII, cosa que va fer que el seu govern volgués que l'assumpte es resolgués ràpidament. Bismarck, sorprès per l'escala de les protestes, va anunciar el 23 d'agost de 1885 que Alemanya no tenia intenció de negar els drets històrics establerts i va proposar portar la qüestió a arbitratge. No obstant això, Espanya no va presentar proves de propietat prèvia, i Bismarck no tenia pressa per concloure l'assumpte abans de rebre l'informe de la marina alemanya.
La nit del 2 d'agost de 1885, quan el canoner alemany Iltis va entrar al port de Yap, es va trobar amb dos vaixells de guerra espanyols, el San Quentin i el Manila, ancorats.  Havien portat el futur governador espanyol, així com sacerdots i soldats a l'illa, i ja havia començat la construcció d'un lloc de governança espanyol. Tot i així, Hofmeier va hissar la bandera alemanya, cosa que va portar als espanyols a hissar la seva pròpia bandera. Semblava que es produiria un enfrontament, però els espanyols finalment es van retirar i van abandonar l'illa.

## Preocupacions comercials

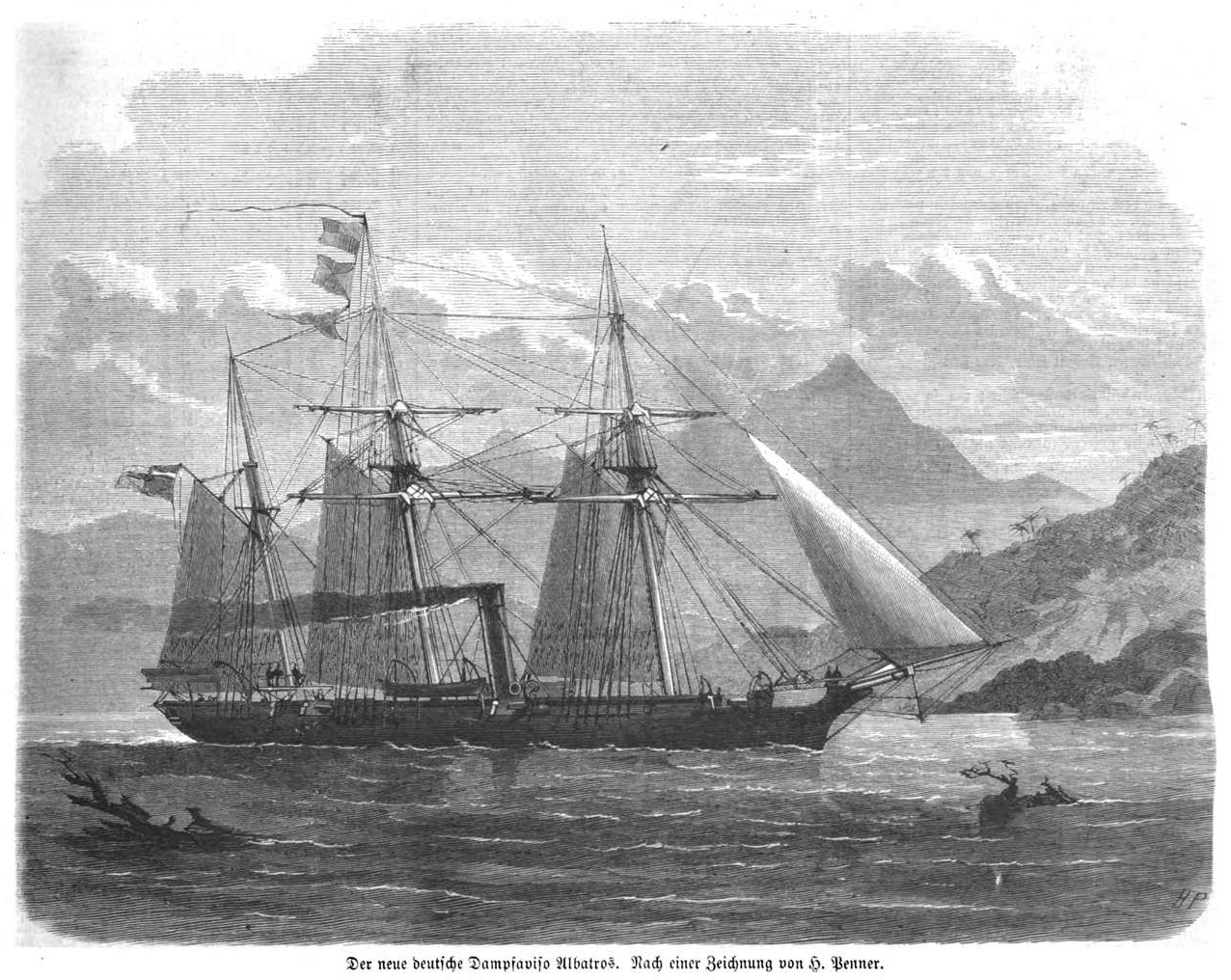
LSMS Albatros.

Quan les notícies de la hissada de la bandera alemanya van arribar a Madrid a principis de setembre de 1885, es van produir disturbis al voltant de l'ambaixada alemanya. El consolat alemany a València també va ser objectiu d'atacs furiosos. Amb l'amenaça que la situació pogués descontrolar-se, el govern espanyol va instar Alemanya a trobar una solució ràpida. Mentrestant, la canonera Albatross sota el capità de corbeta Max Plüddemann va continuar hissant la bandera alemanya i va visitar moltes de les Illes Carolines entre el 20 de setembre i el 18 d'octubre de 1885.
Tanmateix, Bismarck temia que, en cas de guerra amb Espanya, França es posés del seu costat i contra d'Alemanya. Al mateix temps, la disputa estava tenint un efecte perjudicial sobre les relacions comercials hispano-alemanyes (el volum de comerç havia augmentat al voltant de deu vegades des de 1879). Això era de major importància que no pas la possessió de les Carolines. Espanya va aprofitar les preocupacions comercials alemanyes prometent-li un acord comercial avantatjós a canvi de reconèixer la sobirania espanyola.

## Arbitratge

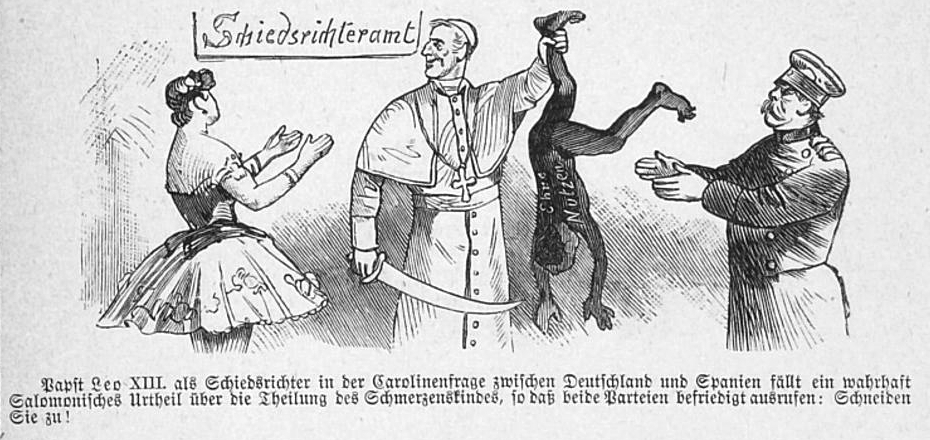
Caricatura del setmanari Kladderadatsch del 27 de desembre de 1885. Diu, "El papa Lleó XIII. com a àrbitre de la Crisi de les Carolines entre Alemanya i Espanya, dicta un veredicte veritablement salomònic sobre la partició del nen problemàtic, de manera que ambdues parts criden amb satisfacció: "Doncs a tallar!"

Bismarck va continuar insistint en l'arbitratge independent, ja que l'única alternativa era reconèixer que Espanya tenia raó. El 29 de setembre de 1885, Bismarck va proposar el Papa Lleó XIII com a àrbitre, una autoritat que l'Espanya catòlica difícilment podria negar. Al mateix temps, Bismarck esperava restablir les relacions amb la Santa Seu després de les amargues divisions del Kulturkampf. El Papa va pronunciar el seu veredicte el 22 d'octubre de 1885; tal com s'esperava, va determinar que les illes eren espanyoles. També va ordenar al govern espanyol que hi establís una administració funcional com més aviat millor i va concedir a Alemanya llibertat comercial i agrícola, i poder per establir-se a les Carolines, així com una possible estació de carbó i naval a Yap. Tanmateix, Alemanya mai no ho va reclamar. El veredicte del Papa no va tenir en compte els desitjos dels mateixos illencs.
El tractat comercial existent entre Alemanya i Espanya va ser renovat el 7 de desembre de 1885, i el 17 de desembre es va signar a Roma un nou tractat hispano-germànic, que donava efecte a la decisió del Papa. Això va posar fi a la qüestió de les Carolines.

## Conseqüències

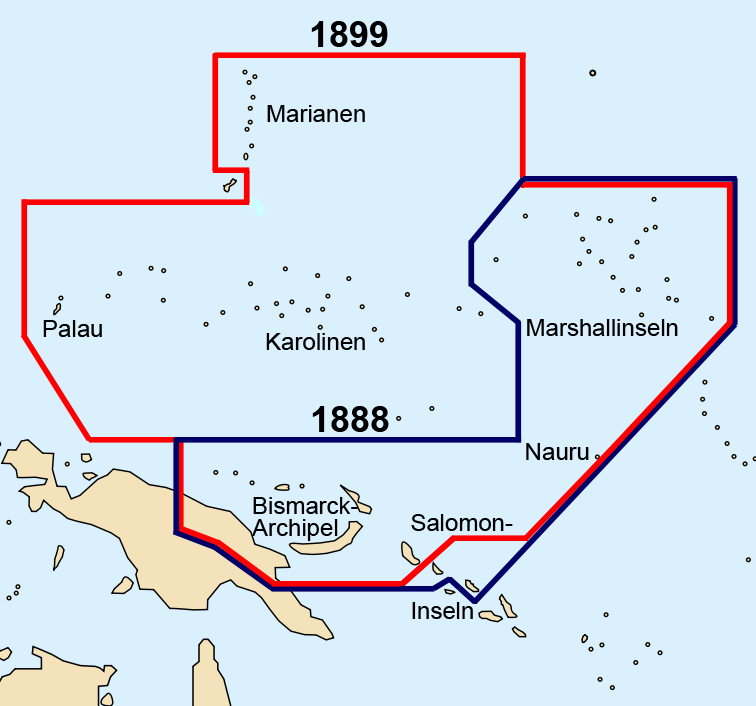
Les possessions alemanyes al Pacífic occidental després de la disputa de les Carolines (1888) i el tractat germano-espanyol (1899).

Les reaccions alemanyes a aquest desenllaç van anar des de l'ira per una altra derrota després del Kulturkampf, fins a l'elogi per l'arbitratge pacífic. De fet, el Partit Lliurepensador alemany, anticolonial, fins i tot ho va entendre com a un senyal de la fi primerenca del colonialisme alemany. A Espanya, hi havia descontentament per les concessions fetes a Alemanya.
La crisi de les Carolines va portar les illes de la Micronèsia en el punt de mira dels interessos internacionals. Fora de les àrees sobre les quals Espanya va aconseguir fer valer la seva sobirania, el 15 d'octubre de 1885 el comandant de la canonera alemany Nautilus va declarar les illes Marshall encara independents com a protectorat alemany.

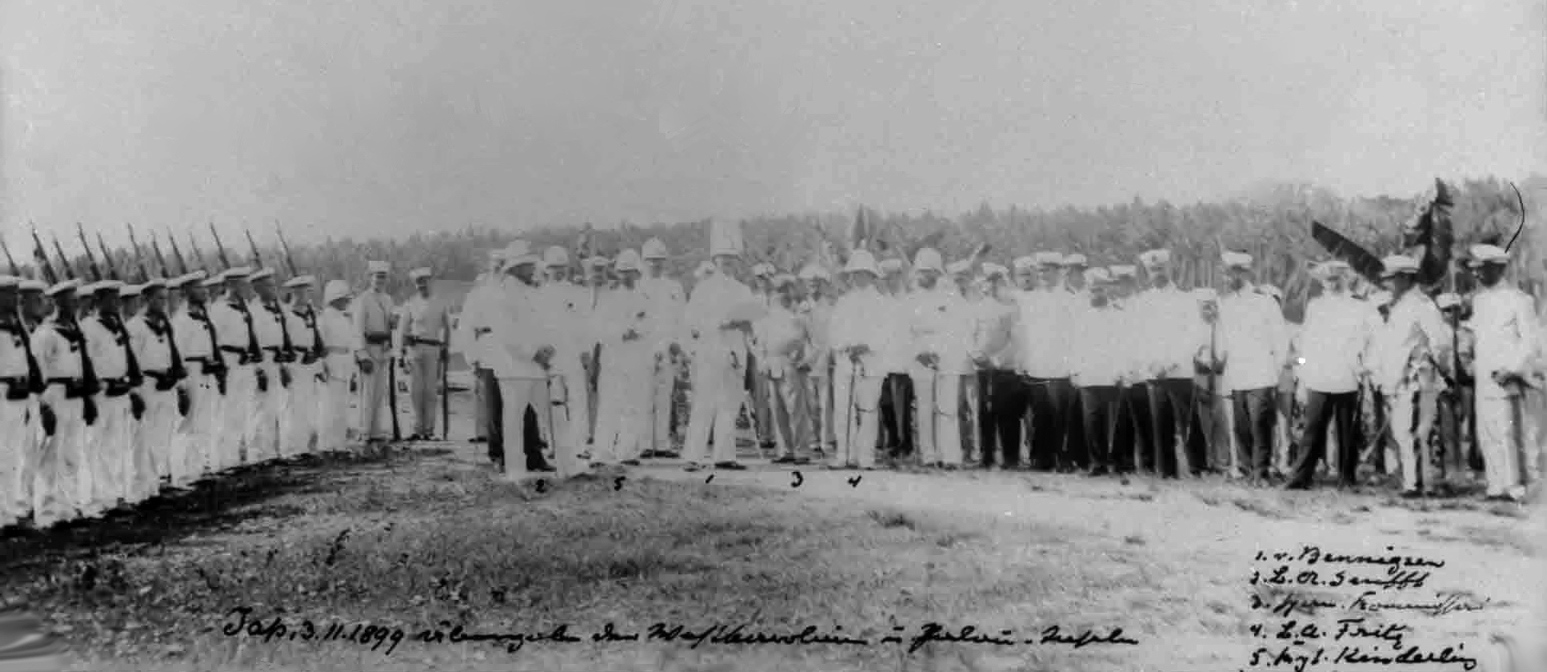
Transferència de les Carolines occidentals i Palau d'Espanya a Alemanya, Yap, 3 de novembre de 1899.

En prendre també Nauru (1888), Alemanya havia assegurat el control de totes les illes al sud i a l'oest de les Carolines. El 1887, Espanya va començar a exercir un control efectiu sobre les Carolines, on hi van trobar oposició per part dels habitants.
Després de la guerra hispano-estatunidenca, Espanya va vendre les Carolines, Palau i les Marianes del Nord a Alemanya en el Tractat Germano-Espanyol (1899) per 16,6 milions de marcs. Les illes es van convertir en part de les colònies alemanyes al Pacífic fins que van ser ocupades pel Japó el 1914 i, després de la Primera Guerra Mundial, van ser governades per l'Imperi del Japó sota el Mandat del Pacífic Sud.